# Lucie Geffré
 (octobre 2020).
Lucie Geffré, née le 8 septembre 1976 à Bordeaux est une peintre et sculptrice française.

## Biographie
Née le 8 septembre 1976 à Bordeaux d’une mère anglaise et d’un père français, Lucie Geffré fait des études de Lettres modernes avant de s'installer en Espagne où elle pratique la sculpture avant que la peinture ne devienne son mode d'expression principal.
Elle s'intéresse également au dessin et à la gravure,.
De 2012 à 2013 elle est membre artiste en résidence à la Casa de Velázquez, (Académie de France à Madrid),.
Elle travaille principalement le portrait et peint aussi des animaux, natures mortes et paysages.
Son travail est régulièrement présenté en Espagne, en France ou en Angleterre et lui permet d'obtenir différents prix ou distinctions.

## Prix et distinctions
Lucie Geffré reçoit en 2013 le Prix Georges Wildenstein, (Académie des beaux-arts de Paris). Deux ans plus tard elle décroche la Médaille Eduardo Chicharro, au Salon d’automne de Madrid, et le Premier prix de peinture du Círculo de Bellas Artes de la même ville.
En 2019, la Fondation Taylor à Paris lui décerne le Prix Claire Combes.

## Principales expositions personnelles
- 2021 : Qui me hante!, Château de Carrouges
- 2021 : Regards dans les ténèbres, Airial Galerie, Mimizan
- 2020 : L’heure muette, Galerie du Fonds Labégorre, Seignosse
- 2019 : Personnae, Galerie Ories, Lyon
- 2019 : Vies silencieuses, Galerie Ruffieux-Bril, Chambéry (exposition avec Jean-Louis Bernard)
- 2019 :  Romances sans paroles, Point Rouge gallery, Saint-Rémy-de-Provence (exposition avec Clarisse Griffon du Bellay)
- 2019 : Évanescence, Airial Galerie, Mimizan[7]
- 2018 : Étrange et familier, Cour Mably, Bordeaux
- 2018 : La sombra de tu perro, Galerie Modus Operandi, Madrid
- 2018 : Dans ce rien de jour, Galerie Première ligne, Bordeaux
- 2017 : Intranquilles, Galerie du Fonds Labégorre, Seignosse
- 2015 : Paisaje humano, Olmeda de las Fuentes
- 2015 : Silencio habitado, Círculo de Bellas Artes, Madrid
- 2013 : Plantando cara, Ateneo de Madrid, Madrid

## Principales expositions collectives
- 2019 : Confluencias, Galerie Garcia de Diego, Los Llanos, La Palma
- 2019 : Figure this!, Thames side studios gallery, Londres
- 2019 : Fondation Taylor, Paris
- 2018 : Foire Internationale de la Gravure et œuvres sur papier, Bilbao
- 2017 : Institut culturel Bernard Magrez, Bordeaux
- 2016 : Up Tower, Galerie Arielle d’Hauterives, Bruxelles
- 2016 : Salon d’automne, Madrid
- 2015 : Royal Society of Portrait Painters, Mall Galeries, Londres
- 2015 : Salon d’automne, Madrid
- 2014 : Galerie Modus Operandi, Madrid
- 2013 : Espace Évolution Pierre Cardin, Paris
- 2013 : Casa de Velázquez, Madrid
- 2013 : Royal Society of Portrait Painters, Mall Galeries, Londres
- 2012 : Estampa, Foire d’art multiple contemporain, Madrid
- 2012 : Athénée de Seville
- 2011 : Círculo de Bellas Artes, Madrid
- 2011 : Figurativas 11, Casa de la Moneda de Madrid et MEAM de Barcelone
- 2010 : Galerie Rayuela, Madrid
- 2008 : Prix de Peinture BMW, Madrid
- 2008 : Royal Society of Portrait Painters, Mall Galeries, Londres

## Collections
- Galerie de portraits de l’Ateneo de Madrid
- Casa de Velázquez, Madrid
- Fondation CIEC (Centre International de l'Estampe Contemporaine), Betanzos
- Fondation Complutense, Madrid
- Mairie de Leganés
- Jardin botanique de Bordeaux, Buste en bronze du botaniste Linné[8]
- Fonds Départemental d’Art Contemporain de l’Orne, Alençon

## Livres illustrés
- Palabras de amor, anthologie poétique d'Andrés Amorós (es),  (ISBN 978-84-18016-04-2), 2020
- Les chiens de Tanger, d'Isaak Begoña,  (ISBN 978-84-947515-7-8), 2020